# Corrie Laddé
Corrie Laddé   (Jakarta, 27 d'octubre de 1915 - Bad Ischl, 18 de setembre de 1996) va ser una nedadora neerlandesa que va competir durant la dècada de 1930.
El 1932 va prendre part en els Jocs Olímpics de Los Angeles, on va disputar dues proves del programa de natació. Guanyà la medalla de plata en la prova dels 4x100 metres lliures, fent equip amb Willy den Ouden, Puck Oversloot i Maria Vierdag, mentre en els 100 metres lliures quedà eliminat en semifinals.